# Territorio del Wyoming
Il Territorio del Wyoming (Wyoming Territory in inglese) era un territorio incorporato organizzato degli Stati Uniti d'America che è esistito dal 25 luglio 1868 fino al 10 luglio 1890, quando fu ammesso nell'Unione come Stato del Wyoming. Cheyenne era la capitale territoriale. I confini del Territorio del Wyoming erano identici a quelli del moderno stato del Wyoming.

## Antefatti
A causa della posizione del Wyoming all'incrocio tra l'Acquisto della Louisiana, l'Oregon Country e la Cessione messicana, la terra che divenne il Wyoming ha una complicata storia di relazioni territoriali. Parti del territorio, che alla fine ricadevano sotto la giurisdizione del Wyoming, erano in vari punti associati ai territori di Washington, Oregon, Idaho, Dakota, Nebraska e Utah, e precedentemente appartenevano agli stati indipendenti di Gran Bretagna, Francia, Spagna, Messico e Texas.
La porzione del Territorio del Wyoming a est dello spartiacque continentale fu acquistata dagli Stati Uniti nel 1803 con l'Acquisto della Louisiana e organizzata nel Territorio del Nebraska nel 1854. Il 2 marzo 1861 la parte settentrionale del Territorio del Nebraska, inclusa la parte nord-orientale del futuro Territorio del Wyoming, divenne parte del Territorio del Dakota, mentre la parte sud-orientale rimase con il Nebraska, formando una lunga striscia soprannominata "panhandle", cioè "manico di pentola", del Nebraska, che includeva l'insediamento di Cheyenne. Nel 1863 si formò il territorio dell'Idaho; includeva la totalità degli stati moderni dell'Idaho e del Montana e quasi tutto il moderno Wyoming salvo l'angolo sud-occidentale.
La porzione del Territorio del Wyoming a ovest della divisione continentale e a nord del 42º parallelo era originariamente parte dell'Oregon Country, che fu organizzata nel Territorio dell'Oregon nel 1848; quando l'Oregon entrò nell'Unione come stato sotto i suoi attuali confini nel 1859, questa terra divenne parte del Territorio di Washington, sebbene la sua parte orientale fosse stata concessa al Territorio del Nebraska nel 1854. Anche il Territorio dell'Idaho incluse questa terra nel 1863.
L'angolo sud-occidentale di quello che divenne il Territorio del Wyoming, a sud del 42º parallelo, divenne parte degli Stati Uniti con la Cessione messicana del 1848. Una parte orientale di questo era un tempo rivendicata dalla Repubblica del Texas. Nel 1851, la parte di questa terra a ovest della divisione continentale fu fatta parte del Territorio dello Utah e, con l'organizzazione del Territorio del Colorado nel 1861, la maggior parte di essa fu trasferita nel Territorio del Nebraska e inclusa nel Territorio dell'Idaho, nel 1863. Un piccolo angolo del Wyoming rimase parte dell'Utah fino alla creazione del Territorio del Wyoming, nel 1868.
Nel 1864, con la formazione del Territorio del Montana, la parte sud-orientale del Territorio dell'Idaho (la maggior parte del moderno Wyoming) divenne brevemente parte del Territorio del Dakota, anche se una striscia di terra lungo il confine occidentale di quello che sarebbe diventato il Wyoming rimase parte del Territorio dell'Idaho.

## Storia
Il 25 luglio 1868 Andrew Johnson sotto la carica di Presidente degli Stati Uniti d'America firmò la legge organica del Wyoming. Al momento della sua formazione, prese terra dai Territori del Dakota, Idaho e Utah. Il 17 aprile 1869, il governo territoriale fu organizzato. Nel 1869 il territorio concesse il suffragio femminile per tutte le elezioni nel tentativo di attirare nuovi coloni. Un successivo tentativo di abrogare la legge fu sconfitto dopo che il governatore pose il veto all'abrogazione; il parlamento non riuscì a superare il veto per via di un voto.
Nel 1872 il Territorio del Wyoming aveva cinque contee: Albany, Carbon, Laramie, Sweetwater e Uinta; ciascuna era un rettangolo alto e stretto che comprendeva circa un quinto del territorio.
Il 10 luglio 1890 il territorio fu ammesso nell'Unione come 44º Stato, sette giorni dopo che il Territorio dell'Idaho fu ammesso dal presidente Benjamin Harrison.